# Tenorbuffo
Der Tenorbuffo (auch Spieltenor) ist eine leichte Tenorstimme, die für heitere, wenig dramatische Spielrollen in Oper und vor allem Operette eingesetzt wird. Er ist so beweglich wie ein lyrischer Tenor, aber weniger schwer und strahlend als der Heldentenor oder ein Tenor des Charakterfachs.
Die Lage des Tenorbuffos ist selten außerordentlich hoch. Da die meisten Partien textreich sind, sind sie in einer textverständlichen, nicht zu hohen Lage komponiert.
Einige Partien verlangen dem Sänger nicht nur den Einsatz der Bruststimme ab, sie nutzen auch sein Falsett. In der französischen Operntradition ist der Falsett-Buffo besonders gefragt.
Selten wird zwischen dem deutschen Spieltenor und seinem italienischen Bruder, dem Tenore buffo, eine große Unterscheidung gemacht. Vom Spieltenor wird allerdings verlangt, dass er Dialoge sprechen kann. Sein weibliches Pendant ist die Soubrette.
Tenorbuffo ist außerdem eine Bezeichnung für ein Stimmfach in der Oper (auch Operette), in dem die betreffenden Opernpartien zusammengefasst sind. Beispiele dafür sind:
Oper:
- Ludwig van Beethoven: Fidelio – Jacquino
- Albert Lortzing: Zar und Zimmermann – Peter Iwanow
- Albert Lortzing: Der Waffenschmied – Georg, Knappe
- W. A. Mozart: Die Entführung aus dem Serail – Pedrillo
- W. A. Mozart: Die Zauberflöte – Monostatos
- Otto Nicolai: Die lustigen Weiber von Windsor – Junker Spärlich
- Franz Schubert: Die Verschworenen – Udolin, Page
- Bedřich Smetana: Prodaná nevěsta (Die verkaufte Braut) – Vašek (Wenzel)
- Richard Wagner: Die Meistersinger von Nürnberg – David
- Hugo Wolf: Der Corregidor – Pedro

Operette:
- Erich Wolfgang Korngold: Die stumme Serenade – Sam Borsalino
- Franz Lehár: Das Land des Lächelns – Obereunuch
- Jacques Offenbach: Die schöne Helena ‐ Menelaos, König
- Johann Strauss (Sohn): Der Zigeunerbaron – Kálmán Zsupán, ein reicher Schweinezüchter im Banat[1]
- Johann Strauss (Sohn): Karneval in Rom – Graf Falconi
- Arno Vetterling: Liebe in der Lerchengasse – Wendolin Reitmayr